# Après
Après je studiové album Iggy Popa. Album vyšlo 9. května 2012 pod značkou VVN Music. Album původně měla vydat společnost EMI, s čehož sešlo. Album obsahuje několik francouzských písní. Již jeho poslední album Préliminaires bylo inspirováno Francií.

## Seznam skladeb
| Pořadí | Název                           | Původní interpret | Délka |
| ------ | ------------------------------- | ----------------- | ----- |
| 1.     | Et Si Tu N'Existais Pas         | Joe Dassin        |       |
| 2.     | La Javanaise                    | Serge Gainsbourg  |       |
| 3.     | Everybody's Talkin'             | Harry Nilsson     |       |
| 4.     | I'm Going Away Smiling          | Yoko Ono          |       |
| 5.     | La Vie En Rose                  | Edith Piaf        |       |
| 6.     | Les Passantes                   | Georges Brassens  |       |
| 7.     | Syracuse                        | Henri Salvador    |       |
| 8.     | What Is This Thing Called Love? | Cole Porter       |       |
| 9.     | Michelle                        | The Beatles       |       |
| 10.    | Only the Lonely                 | Frank Sinatra     |       |